# Cotonsport Garoua
Cotonsport Garoua is een Kameroense voetbalclub uit Garoua. Sinds het einde van de jaren 90 is de club erg succesvol. De clubkleuren zijn groen en wit. De thuismatchen worden in het Stade Omnisports de Garoua gespeeld dat een capaciteit heeft van 35 000 plaatsen.

## Erelijst
- Landskampioen

1997, 1998, 2001, 2003, 2004, 2005, 2006, 2007, 2008, 2010, 2011, 2013, 2014, 2015, 2018, 2021, 2022.
- Beker van Kameroen

Winnaar: 2003, 2004, 2007
Finalist: 1999
- CAF Beker der Bekerwinnaars

Finalist: 2003

## Bekende (oud-)spelers
- Nicolas Alnoudji
- Daniel Ngom Komé
- Vincent Aboubakar

Aigle Royal Menoua ·
APEJES Academy ·
Bamboutos FC ·
Canon Yaoundé ·
Cotonsport Garoua · 
CS Dja et Lobo · 
Dragon Yaoundé · 
Eding Sport · 
Feutcheu FC ·
Les Astres FC ·
Lion Blessé ·
New Star Douala ·
Racing FC Bafoussam ·
Stade Renard de Melong · 
Union Douala ·
Unisport Bafang ·
UMS de Loum ·
Young Sport Academy Bamenda